# Solatisonax cabrali
Solatisonax cabrali é uma espécie de molusco gastrópode marinho que habita águas profundas do oceano Atlântico, pertencente à família Architectonicidae.

## Taxonomia e etimologia
A descrição de Solatisonax cabrali por Tenório e colaboradores, em 2011, foi inicialmente baseada em quatro conchas juvenis e erodidas. A posterior descoberta de duas conchas vazias bem preservadas do sudeste do Brasil (um espécime juvenil e um adulto) trouxe novas informações sobre a distribuição, ontogenia e morfologia da espécie, que culminou em uma redescrição por Cavallari e colaboradores em 2013. Alguma confusão envolvendo figuração de espécimes-tipo e medidas na descrição original também foram enfatizados e retificados na redescrição. S. cabrali recebeu o nome do funcionário do governo brasileiro Enilson Cabral, analista do Instituto Brasileiro do Meio Ambiente e dos Recursos Naturais Renováveis (IBAMA) responsável pela coleta dos materiais usados no estudo de Tenório e colaboradores.

## Descrição
Essa espécie tem uma concha pequena, de paredes relativamente grossas, com um diâmetro máximo conhecido de 7,7 mm (0,30 pol) e até 5 voltas. A superfície externa da concha é quase completamente ornamentada por cordões e fios nodosos espirais e axiais. Seu contorno muda ao longo do desenvolvimento do animal, desde a forma de disco durante os primeiros estágios até a forma de cone achatado em espécimes adultos. Da mesma forma, a região basal da concha é mais inflada do que a parte superior em espécimes mais jovens, mas, em indivíduos adultos, essa relação é inversa. A protoconcha inflada em forma de abóbada é considerada pequena para um arquitetonicídeo conforme definido por Bieler (1993), variando de 0,75 mm (0,030 pol) a 0,88 mm (0,035 pol) ao atingir uma volta e meia. Tem uma superfície brilhante e uma forte variz terminal marcando a transição protoconcha-teleoconcha. A cor da concha é variável de bege pálido a branco, com manchas bege espalhadas. Como nenhum espécime vivo de S. cabrali foi coletado até o momento, o opérculo, bem como quaisquer detalhes das partes moles do animal, ainda não foram descritos.

## Distribuição geográfica
Solatisonax cabrali é conhecido apenas em águas brasileiras, desde Pernambuco e Alagoas até os estados do Rio de Janeiro e São Paulo. Pode ser encontrado em profundidades de 230 a 720 m, geralmente em fundos arenosos e lamacentos. A distribuição da espécie foi bastante ampliada na redescrição e inclui sítios de extração de petróleo, como a Bacia de Campos.